# Łużycka Partia Ludowa
Łużycka Partia Ludowa (srb. Serbska Ludowa Strona, SLS; niem. Wendische Volkspartei-Lausitzer Volkspartei) – niemiecka partia regionalna działająca w Brandenburgii i Saksonii aspirująca do reprezentowania interesów Serbów Łużyckich wobec państwa niemieckiego.

## Historia
Partia swą ideologią nawiązuje do istniejącej od 1919 Łużyckiej Partii Ludowej (Lausitzer Volkspartei, od 1924 Wendische Volkspartei). Nowe ugrupowanie zostało założone 26 marca 2005 na kongresie w Chociebużu na wzór analogicznej organizacji istniejącej w Szlezwiku-Holsztynie (Południowo-Szlezwicki Związek Wyborców, Südschleswigscher Wählerverband, SSW), która wywalczyła sobie prawo do uzyskiwania mandatów w landtagu bez obowiązku przekraczania klauzuli 5%. Do podobnych uprawnień dąży SLS (obecnie zwolniona jedynie w Brandenburgii). Federalna Komisja Wyborcza nie zgodziła się na udział SLS w wyborach do Bundestagu w 2005, która wystartowała dopiero w wyborach komunalnych w 2007 oraz regionalnych w 2008. Partia początkowo negatywnie odnosiła się do tradycyjnych organizacji serbskich, w tym Domowiny, jednak od 2006 trwa umiarkowana współpraca między nimi.

## Program
Partia nie utożsamia się z żadną ideologią ani grupą polityczną. Chce jedynie reprezentować interesy i bronić praw kulturalnych, społecznych i narodowych 60 tys. mieszkających w Niemczech Serbów.
Jest zwolenniczką ustroju federalnego Niemiec, jednak opowiada się za zwiększeniem praw landów (m.in. w dziedzinie podatkowej oraz dochodów z górnictwa, które powinny wpływać do kasy landu, a nie państwa), gmin oraz powiatów. Opowiada się również za odtworzeniem dwóch powiatów serbskich w ramach Saksonii i Brandenburgii (Górnołużyckiego – Oberlausitz i Dolnołużyckiego – Niederlausitz) w ich historycznych granicach. Domaga się traktowania regionu Łużyc jako jednego obszaru w dziedzinie polityki planowania regionalnego. Odrzuca projekt połączenia landów Berlin i Brandenburgia.
W dziedzinie ochrony praw mniejszości ugrupowanie opowiada się za wpisaniem artykułu o ochronie mniejszości narodowych (na podstawie Konwencji Rady Europy) do Ustawy Zasadniczej RFN oraz takim znowelizowaniem ustawodawstwa krajowego, by państwo niemieckie było bardziej związane zobowiązaniami na rzecz grup mniejszościowych.
W obszarze szkolnictwa opowiada się za utrzymaniem szkół mniejszościowych, nawet jeśli liczba uczniów jest mniejsza niż w sąsiednich szkołach niemieckojęzycznych. Jest zwolenniczką równoległej edukacji w dwóch językach (państwowym i narodowym) oraz powołania odrębnego Uniwersytetu na Łużycach. Dąży do tego, by język serbski był faktycznie, a nie tylko formalnie równouprawniony z niemieckim w urzędach samorządowych i państwowych oraz firmach prywatnych.
Partia opowiada się za integracją europejską oraz zwiększeniem uprawnień regionów w ramach UE. Jest zwolenniczką zrównoważonego rozwoju regionu poprzez promocję turystyki (w tym ekologicznej) oraz promocję badań i nowych technologii. W jesieni 2007 partia wzięła udział w inicjatywie lokalnej na rzecz nowoczesnej polityki energetycznej "Keine neuen Tagebaue - für eine zukunftsfähige Energiepolitik", która zakończyła się trwającym od października 2008 do lutego 2009 referendum, które jednak uznano na nieważne.

## Członkostwo międzynarodowe
Ugrupowanie zostało przyjęte na kongresie w Barcelonie w marcu 2009 w skład Wolnego Sojuszu Europejskiego ze statusem obserwatora.